# Mariano A. Belaúnde
Mariano Andrés Belaúnde de la Torre (Arequipa, 1849-Lima, 9 de febrero de 1921) fue un abogado, empresario y político peruano. Ministro de Hacienda y Comercio (1899-1900).

## Biografía
Hijo de Mariano Javier de Belaúnde y Zúñiga, y Margarita de la Torre y Luna Pizarro. Cursó estudios en el Seminario de San Jerónimo y luego ingresó a la Universidad Nacional de San Agustín, donde se recibió de abogado. 
Heredó de su padre varias propiedades agrícolas, a las que se sumaron las aportadas por su cónyuge. Se dedicó al comercio y, gracias a su dinamismo, hizo fortuna exportando lanas, cueros, aguardiente, oro y caucho. Su casa comercial llegó a mover un capital de un millón de soles, cifra elevadísima por entonces, y los comerciantes del sur de país lo tenían como una confiable caja de ahorro. En la ciudad de Arequipa fue uno de los promotores de la Unión Católica y se contó entre los fundadores del diario El Deber.
Se afilió al Partido Demócrata o pierolista, siendo elegido diputado por la provincia de Camaná en 1895. El presidente del Perú Eduardo López de Romaña lo convocó para que fuera su primer ministro de Hacienda, cargo que desempeñó de 8 de septiembre de 1899 a 7 de agosto de 1900. Culminada su gestión, el presidente López de Romaña, actuando de manera apresurada, lo acusó de haber realizado turbias operaciones con los fondos públicos.
Para enfrentar dicha acusación, Mariano A. Belaúnde renunció a su inmunidad parlamentaria. La operación crediticia que había realizado durante su gestión como ministro, motivo del escándalo, era la siguiente: para remesar dinero a Europa y asegurar su secreto (ya que estaba destinado a comprar armamento), Belaúnde vendió letras de cambio a la tesorería. Esas letras contaban con el respaldo de su reputada solvencia, que daba la misma seguridad que la de un banco, como ya dijimos. Pero en cierto momento la casa de París que debía aceptar los documentos cambiarios, demoró en hacerlo por una eventual dificultad que se presentó. Y fue entonces cuando estalló el escándalo. De no haber ocurrido ello, sin duda alguna las letras hubieran continuado siendo pagadas. En todo caso, estaban respaldadas por la fortuna de Belaúnde. Es necesario señalar que dicha operación crediticia estaba desprovista de dolo y se realizó de manera transparente, con conocimiento público (el secreto era solo para el exterior). No obstante, Belaúnde fue puesto en prisión hasta mayo de 1903 y sus bienes fueron confiscados. La Cámara de Diputados lo acusó ante el Senado, el cual, con el solitario voto en contra de Francisco García Calderón, declaró que había lugar a formación de causa. 
Belaunde fue defendido sucesivamente por Guillermo Seoane y Manuel Augusto Olaechea, siendo finalmente absuelto por la Corte Suprema, la cual, no obstante, le imputó malversación, infracción que consiste nada más que en dar a los fondos públicos destino diferente del previsto por la ley. Belaúnde insistió en demostrar la corrección de sus procedimientos, logrando al fin su definitiva rehabilitación con la Ley 2004 de 7 de noviembre de 1914 en la que se declaró «que se halla plenamente probado que fueron absolutamente injustificados los perjuicios causados» en su reputación y su fortuna.

## Descendencia
Se casó con Mercedes Diez Canseco y Vargas, una ilustre dama de una de las familias más importantes del Perú, hija del general Pedro Diez Canseco Corbacho, que fuera presidente de la República en tres oportunidades (1863,1865 y 1868). 
Fue padre de:
- Víctor Andrés Belaúnde Diez Canseco (1883-1966), diplomático, filósofo, profesor universitario, historiador y escritor, uno de los más grandes intelectuales que ha tenido el Perú. Autor de La Realidad Nacional y Peruanidad. Fue canciller del Perú en 1957 y presidente de la Asamblea General de las Naciones Unidas en 1959.
- Rafael Belaúnde Diez Canseco (1886-1972) abogado, político y diplomático, que desempeñó los cargos de Embajador durante el segundo gobierno del presidente Óscar R. Benavides y Presidente del Consejo de Ministros y Ministro de Gobierno del gobierno del presidente José Luis Bustamante y Rivero (1945-1946). Fue padre de Fernando Belaúnde Terry, que llegó a ser dos veces Presidente de la República del Perú.